# Aloe attenuata
Aloe attenuata é uma espécie de liliopsida do gênero Aloe, pertencente à família Asphodelaceae.